# Pseudopannota bergerardi
Pseudopannota bergerardi is een haft uit de familie Baetidae. De wetenschappelijke naam van de soort is voor het eerst geldig gepubliceerd in 1990 door Elouard & Hideux.
De soort komt voor in het Afrotropisch gebied.